# Triunfo del amor
Triunfo del amor es una telenovela mexicana producida por Salvador Mejía para Televisa en 2010. Es la segunda adaptación hecha en México de la telenovela venezolana Cristal de 1985. 
Protagonizada por Victoria Ruffo, Maite Perroni, William Levy, Osvaldo Ríos y Diego Olivera, con las participaciones antagónicas de Daniela Romo, Dominika Paleta, Guillermo García Cantú, Úrsula Prats y Salvador Pineda. Cuenta además con la actuación estelar de Erika Buenfil, Carmen Salinas y Pilar Pellicer.

## Argumento
Victoria Gutiérrez de Sandoval es dueña en una importante empresa de la moda, está casada con Osvaldo Sandoval, un actor famoso y tienen dos hijos, Maximiliano "Max", hijo del primer matrimonio de Osvaldo y Fernanda "Fer" la hija que tienen en común. A pesar de tenerlo todo, Victoria es una mujer amargada y resentida por un hecho del pasado que la marcó para siempre.
Años atrás, Victoria era una joven humilde que trabajaba como sirvienta en la mansión de la familia Iturbide. Victoria se enamora de Juan Pablo Iturbide, el hijo de sus patrones, a pesar de que este es un seminarista por orden y deseo de su madre Doña Bernarda de Iturbide. Una noche antes de que Juan Pablo se fuera al seminario Victoria se entrega en cuerpo y alma. Tiempo después Victoria se entera de que está embarazada, cuando Bernarda lo descubre la echa de la casa. Entonces da a luz en la calle a una niña a quien pone de nombre María, y a base de sacrificios logra salir adelante y con la ayuda de su amiga Antonieta monta un negocio de costura, pero Bernarda al descubrirla, la atropella con su coche y la pequeña María se pierde, Victoria se recupera y queda marcada por haber perdido a su hija, por lo que se volvió una mujer dura.
María Desamparada, es una joven que creció en un orfanato preguntándose siempre quien serían sus padres y por qué la abandonaron, por azares del destino María entra a trabajar como modelo en la empresa de Victoria, quien la trata con prepotencia y desprecio. Max y María se enamoran, pero Victoria no ve con buenos ojos esta relación por lo que en complicidad con Ximena de Alba, la exnovia de Max, arman un plan para que Ximena se quede embarazada de Max y así se casen, su plan surte efecto y Max presionado por su familia acaba casándose con Ximena, el odio de Victoria contra María Desamparada crece más cuando descubre que su amiga Linda es la amante de Osvaldo, su marido.
Juan Pablo, convertido en sacerdote, se reencuentra con Victoria en la iglesia y esta le confiesa que tuvo una hija de él, Juan Pablo le reclama a su madre de habérselo ocultado, Bernarda descubre que esa hija es María Desamparada y se lo confiesa a Juan Pablo en secreto de confesión para que nunca pueda decírselo a Victoria.

## Elenco
- Victoria Ruffo - Victoria Gutiérrez de Sandoval
- Maite Perroni - María Desamparada
- William Levy - Maximiliano "Max" Sandoval Montenegro
- Osvaldo Ríos - Osvaldo Sandoval
- Diego Olivera - Padre Juan Pablo Iturbide Montejo
- Daniela Romo - Bernarda Montejo Vda. de Iturbide
- Dominika Paleta - Ximena De Alba
- Úrsula Prats  - Roxana vda. de De Alba
- Guillermo García Cantú - Guillermo Quintana
- Livia Brito - Fernanda "Fer" Sandoval Gutiérrez
- Erika Buenfil - Antonieta Orozco
- Eduardo Santamarina - Octavio Iturbide
- Alicia Rodríguez - Sor Clementina
- Salvador Pineda - Rodolfo Padilla
- Carmen Salinas - Milagros Robles Vda. de Martínez
- Pilar Pellicer - Eva Grez
- Maricruz Nájera - Tomasa Hernández
- Manuel "Flaco" Ibáñez - Napoleón Bravo "Don Napo"
- César Évora - Heriberto Ríos Bernal
- Pablo Montero - Cruz Robles Martínez
- Mónica Ayos - Leonela Montenegro
- Mark Tacher - Alonso del Ángel
- Marco Méndez - Fabián Duarte
- Dorismar - Linda Sortini
- Susana Diazayas - Nati Duval
- Ricardo Kleinbaum - Óscar
- Radamés de Jesús - Domingo
- Gaby Mellado - Gaby
- Mauricio García Muela - Federico Padilla
- Andrea García - Ofelia García
- Archie Lafranco - Pedro
- Arturo Carmona - Gonzalo Candela
- Miguel Pizarro - Pipino Pichoni
- Gustavo Rojo - Padre Jerónimo
- Cuauhtémoc Blanco - Juan José Martínez Robles "Juanjo"
- Juan Carlos Franzoni - Fausto Candela
- Luis Manuel Ávila - Lucciano Ferreti
- Mimi Morales - Lucy
- Dacia González - Mamá Lulú
- Lourdes Munguía - Marcela de Ríos
- Sergio Acosta - El Alacrán
- Mariana Ríos - María Magdalena
- Vilma Sotomayor - Amanda
- Roberto D'Amico - Cardenal
- Thelma Dorantes - Sor Rocío Valladolid
- Raquel Morell - Norma
- Rocío Sobrado - Alma
- Rosita Bouchot - Doña Polly
- Vilma Traca - Doña Trini
- Julio Vega - Don Joel
- Manola Diez - Maya
- Vicente Fernández Jr. - Chente
- Ana Isabel Torre - Modelo
- Lenny de la Rosa - Joaquín
- María del Carmen Duarte - Micaela
- Judith Gradilla - Agustina
- Eduardo Liñán - Felipe
- Renata Flores - Celadora
- Gustavo Negrete - Productor
- Paulina de Labra - Lorena
- Rafael del Villar - Terapeuta de Fernanda
- Francisco Avendaño - Doctor del Psiquiátrico
- Arturo Muñoz - Detective
- Pietro Vannucci - Entrenador de Max
- Flora Fernández - Doña Carmen
- Elena Carrasco - Patricia
- Dolores Salomón "Bodokito" - Doña Bomba
- Alfredo Alfonso - Gregorio
- Adriana Rojo - Madre Superiora
- Helena Rojo - Ella misma

## DVD
Fue lanzada en formato DVD en México y Estados Unidos. Se compone de 4 discos y contiene un resumen de la novela con duración de 12 horas. En el DVD de EE. UU. son 3 discos y contiene subtítulos en inglés.

## Premios y nominaciones

### Premios TvyNovelas 2012
| Categoría                | Persona                                              | Resultado |
| ------------------------ | ---------------------------------------------------- | --------- |
| Mejor telenovela         | Salvador Mejía                                       | Nominada  |
| Mejor actriz             | Maite Perroni                                        | Nominada  |
| Mejor actriz antagónica  | Daniela Romo                                         | Ganadora  |
| Mejor actor coestelar    | Mark Tacher                                          | Nominado  |
| Mejor primera actriz     | Carmen Salinas                                       | Nominada  |
| Mejor primer actor       | César Évora                                          | Ganador   |
| Mejor actriz juvenil     | Livia Brito                                          | Ganadora  |
| Mejor guion o adaptación | Liliana Abud y Ricardo Fiallega                      | Nominado  |
| Mejor tema musical       | "A partir de hoy" por Maite Perroni y Marco Di Mauro | Nominado  |

- Premio Especial a la telenovela más vista de 2010-2011.

### Premios Juventud 2011
La novela recibió tres nominaciones en dichos premios.
| Categoría                   | Persona                         | Resultado |
| --------------------------- | ------------------------------- | --------- |
| ¡Esta buenísimo!            | William Levy                    | Ganador   |
| Chica que me quita el sueño | Maite Perroni                   | Ganadora  |
| Mejor tema novelero         | "Tres palabras" por Luis Miguel | Nominado  |

### Premios People en Español 2011
| Categoría               | Persona                    | Resultado |
| ----------------------- | -------------------------- | --------- |
| Mejor telenovela        | Mejor telenovela           | Nominada  |
| Mejor actriz            | Maite Perroni              | Nominada  |
| Mejor actor             | William Levy               | Nominado  |
| Mejor actriz secundaria | Victoria Ruffo             | Nominada  |
| Mejor villano           | Daniela Romo               | Nominada  |
| Mejor villano           | Dominika Paleta            | Nominada  |
| Pareja del año          | Maite Perroni William Levy | Ganadores |

### Premios Califa de Oro 2011
| Categoría               | Persona           | Resultado |
| ----------------------- | ----------------- | --------- |
| Mejor actuación del año | William Levy      | Ganador   |
| Mejor actuación del año | Maite Perroni     | Ganadora  |
| Mejor actuación del año | Daniela Romo      | Ganadora  |
| Mejor actuación del año | Carmen Salinas    | Ganadora  |
| Mejor actuación del año | Cuauhtémoc Blanco | Ganador   |
| Mejor actuación del año | Pablo Montero     | Ganador   |

### Premios Casandra
| Año  | Categoría            | Trabajo          | Resultado |
| ---- | -------------------- | ---------------- | --------- |
| 2012 | Revelación de imagen | Triunfo del amor | Ganador   |

### Premios Oye 2012
| Categoría                                                             | Nominado(a)                    | Resultado |
| --------------------------------------------------------------------- | ------------------------------ | --------- |
| Mejor Tema de Telenovela, Serie, Obra de Teatro o Película en Español | Maite Perroni y Diego Di Mauro | Nominado  |

## Otras versiones
- "Cristal" (1985-1986), producida por RCTV y protagonizada por Lupita Ferrer, Jeannette Rodríguez, Carlos Mata y Raúl Amundaray.[10]
- Televisa realizó una versión de esta telenovela "El privilegio de amar" producida por Carla Estrada en 1998 protagonizada por Helena Rojo, Adela Noriega, Andrés García y René Strickler.
- La cadena brasileña SBT produjo en el año 2006 otra versión retomando el título original, "Cristal", dirigida por Del Rangel, Jacques Lagôa y Herval Rossano y protagonizada por Bianca Castanho, Dado Dolabella, Bete Coelho y Giuseppe Oristanio.